# Noirmoutier-en-l'Île
Noirmoutier-en-l'Île és un municipi francès, situat al departament de la Vendée i a la regió de País del Loira.

## Clima[1]
| Dades climàtiques a Noirmoutier 1971/2000 des de 1958 rec | Dades climàtiques a Noirmoutier 1971/2000 des de 1958 rec | Dades climàtiques a Noirmoutier 1971/2000 des de 1958 rec | Dades climàtiques a Noirmoutier 1971/2000 des de 1958 rec | Dades climàtiques a Noirmoutier 1971/2000 des de 1958 rec | Dades climàtiques a Noirmoutier 1971/2000 des de 1958 rec | Dades climàtiques a Noirmoutier 1971/2000 des de 1958 rec | Dades climàtiques a Noirmoutier 1971/2000 des de 1958 rec | Dades climàtiques a Noirmoutier 1971/2000 des de 1958 rec | Dades climàtiques a Noirmoutier 1971/2000 des de 1958 rec | Dades climàtiques a Noirmoutier 1971/2000 des de 1958 rec | Dades climàtiques a Noirmoutier 1971/2000 des de 1958 rec | Dades climàtiques a Noirmoutier 1971/2000 des de 1958 rec | Dades climàtiques a Noirmoutier 1971/2000 des de 1958 rec |
| Mes                                                       | gen                                                       | febr                                                      | març                                                      | abr                                                       | maig                                                      | juny                                                      | jul                                                       | ag                                                        | set                                                       | oct                                                       | nov                                                       | des                                                       | anual                                                     |
| --------------------------------------------------------- | --------------------------------------------------------- | --------------------------------------------------------- | --------------------------------------------------------- | --------------------------------------------------------- | --------------------------------------------------------- | --------------------------------------------------------- | --------------------------------------------------------- | --------------------------------------------------------- | --------------------------------------------------------- | --------------------------------------------------------- | --------------------------------------------------------- | --------------------------------------------------------- | --------------------------------------------------------- |
| Màxima rècord °C (°F)                                     | 16.9 (62.4)                                               | 19.9 (67.8)                                               | 22.9 (73.2)                                               | 27.5 (81.5)                                               | 31.3 (88.3)                                               | 36 (97)                                                   | 37 (99)                                                   | 37 (99)                                                   | 33 (91)                                                   | 27.1 (80.8)                                               | 20.9 (69.6)                                               | 16.1 (61)                                                 | 37 (99)                                                   |
| Màxima mitjana °C (°F)                                    | 9.1 (48.4)                                                | 9.7 (49.5)                                                | 12.2 (54)                                                 | 14.5 (58.1)                                               | 18.1 (64.6)                                               | 21 (70)                                                   | 23.5 (74.3)                                               | 23.6 (74.5)                                               | 21.1 (70)                                                 | 17 (63)                                                   | 12.7 (54.9)                                               | 10.1 (50.2)                                               | 16.1 (61)                                                 |
| Mitjana diària °C (°F)                                    | 6.7 (44.1)                                                | 7.1 (44.8)                                                | 9.1 (48.4)                                                | 11 (52)                                                   | 14.4 (57.9)                                               | 17.2 (63)                                                 | 19.4 (66.9)                                               | 19.6 (67.3)                                               | 17.4 (63.3)                                               | 14 (57)                                                   | 10 (50)                                                   | 7.8 (46)                                                  | 12.8 (55)                                                 |
| Mínima mitjana °C (°F)                                    | 4.3 (39.7)                                                | 4.5 (40.1)                                                | 5.9 (42.6)                                                | 7.5 (45.5)                                                | 10.7 (51.3)                                               | 13.2 (55.8)                                               | 15.4 (59.7)                                               | 15.6 (60.1)                                               | 13.8 (56.8)                                               | 10.9 (51.6)                                               | 7.3 (45.1)                                                | 5.4 (41.7)                                                | 9.6 (49.3)                                                |
| Mínima rècord °C (°F)                                     | −10 (14)                                                  | −7.7 (18.1)                                               | −6 (21)                                                   | 0 (32)                                                    | 0.5 (32.9)                                                | 6 (43)                                                    | 10.4 (50.7)                                               | 9.4 (48.9)                                                | 7 (45)                                                    | 1.7 (35.1)                                                | −4 (25)                                                   | −8 (18)                                                   | −10 (14)                                                  |
| Precipitació mitjana mm (polzades)                        | 70.8 (2.787)                                              | 61.7 (2.429)                                              | 43.5 (1.713)                                              | 48.3 (1.902)                                              | 48.5 (1.909)                                              | 33.6 (1.323)                                              | 32.3 (1.272)                                              | 24.6 (0.969)                                              | 55.6 (2.189)                                              | 71.9 (2.831)                                              | 73 (2.87)                                                 | 75.3 (2.965)                                              | 639.3 (25.169)                                            |
| Mitjana mensual d'hores de sol                            | 87.0                                                      | 136.4                                                     | 181.7                                                     | 225.7                                                     | 254.6                                                     | 291.3                                                     | 274.2                                                     | 258.8                                                     | 232.6                                                     | 149.4                                                     | 107.0                                                     | 112.0                                                     | 2.324,7                                                   |
|                                                           |                                                           |                                                           |                                                           |                                                           |                                                           |                                                           |                                                           |                                                           |                                                           |                                                           |                                                           |                                                           |                                                           |